# Даржево (Поморське воєводство)
Даржево (пол. Darżewo, нім. Darsow) — село в Польщі, у гміні Нова Весь-Лемборська Лемборського повіту Поморського воєводства.
Населення — 327 осіб (2011).
У 1975-1998 роках село належало до Слупського воєводства.

## Демографія
Демографічна структура станом на 31 березня 2011 року:
|          | Загалом | Допрацездатний вік | Працездатний вік | Постпрацездатний вік |
| -------- | ------- | ------------------ | ---------------- | -------------------- |
| Чоловіки | 172     | 50                 | 112              | 10                   |
| Жінки    | 155     | 38                 | 89               | 28                   |
| Разом    | 327     | 88                 | 201              | 38                   |